# Lega Nazionale A 1986-1987
L'edizione 1986-1987 della Lega Nazionale A è stata la 89ª edizione della massima serie del Campionato svizzero di calcio, disputato tra il 9 agosto 1986 e il 12 giugno 1987 e concluso con la vittoria finale del Neuchâtel Xamax.
Capocannoniere del torneo fu John Eriksen (Servette), con 28 reti.

## Squadre partecipanti
| Club              | Stagione | Città             | Stadio                         | Stagione precedente                    |
| ----------------- | -------- | ----------------- | ------------------------------ | -------------------------------------- |
| Aarau             |          | Aarau             | Stadion Brügglifeld            | 7º posto in Lega Nazionale A           |
| Basilea           |          | Basilea           | Stadion Schützenmatte          | 10º posto in Lega NAzionale A          |
| Bellinzona        |          | Bellinzona        | Stadio comunale di Bellinzona  | 2º posto in Lega Nazionale B, promosso |
| Grasshoppers      |          | Zurigo            | Hardturm                       | 5º posto in Lega Nazionale A           |
| La Chaux-de-Fonds |          | La Chaux-de-Fonds | Stadio di la Charrière         | 13º posto in Lega Nazionale A          |
| Losanna           |          | Losanna           | Stade Olympique de la Pontaise | 6º posto in Lega Nazionale A           |
| Locarno           | dettagli | Locarno           | Stadio del Lido                | 1º posto in Lega Nazionale B, promosso |
| Lucerna           |          | Lucerna           | Stadion Allmend                | 3º posto in Lega Nazionale A           |
| Neuchâtel         |          | Neuchâtel         | La Maladière                   | 2º posto in Lega Nazionale A           |
| Servette          |          | Servette          | Parc des Sports                | 9º posto in Lega Nazionale A           |
| Sion              |          | Sion              | Stade Tourbillon               | 8º posto in Lega Nazionale A           |
| San Gallo         |          | San Gallo         | Stadio Espenmoos               | 11º posto in Lega Nazionale A          |
| Vevey             |          | Vevey             | Stade de Copet                 | 14º posto in Lega Nazionale A          |
| Wettingen         |          | Wettingen         | Stadion Altenburg              | 12º posto in Lega Nazionale A          |
| Young Boys        |          | Berna             | Stadio Wankdorf                | 1º posto in Lega Nazionale A           |
| Zurigo            |          | Zurigo            | Stadio Letzigrund              | 4º posto in Lega Nazionale A           |

## Classifica finale
|  | Pos. | Squadra           | Pt | G  | V  | N  | P  | GF | GS | DR  |
|  | ---- | ----------------- | -- | -- | -- | -- | -- | -- | -- | --- |
|  | 1.   | Neuchâtel Xamax   | 48 | 30 | 21 | 6  | 3  | 75 | 27 | +48 |
|  | 2.   | Grasshoppers      | 43 | 30 | 19 | 5  | 6  | 60 | 36 | +24 |
|  | 3.   | Sion              | 42 | 30 | 17 | 8  | 5  | 76 | 38 | +38 |
|  | 4.   | Servette          | 36 | 30 | 16 | 4  | 10 | 65 | 44 | +21 |
|  | 5.   | Lucerna           | 36 | 30 | 12 | 12 | 6  | 55 | 38 | +17 |
|  | 6.   | Zurigo            | 36 | 30 | 12 | 12 | 6  | 52 | 44 | +8  |
|  | 7.   | San Gallo         | 34 | 30 | 14 | 6  | 10 | 50 | 43 | +7  |
|  | 8.   | Losanna           | 32 | 30 | 13 | 6  | 11 | 64 | 60 | +4  |
|  | 9.   | Bellinzona        | 31 | 30 | 10 | 11 | 9  | 42 | 39 | +3  |
|  | 10.  | Young Boys        | 28 | 30 | 10 | 8  | 12 | 47 | 45 | +2  |
|  | 11.  | Aarau             | 26 | 30 | 9  | 8  | 13 | 37 | 42 | -5  |
|  | 12.  | Basilea           | 24 | 30 | 9  | 6  | 15 | 49 | 62 | -13 |
|  | 13.  | Vevey             | 20 | 30 | 6  | 8  | 16 | 31 | 72 | -41 |
|  | 14.  | Wettingen         | 19 | 30 | 6  | 7  | 17 | 31 | 48 | -17 |
|  | 15.  | Locarno           | 19 | 30 | 6  | 7  | 17 | 44 | 65 | -21 |
|  | 16.  | La Chaux-de-Fonds | 6  | 30 | 1  | 4  | 25 | 22 | 97 | -75 |

Legenda:

      Campione di Svizzera 1986-1987.
      Vincitrice Coppa di Svizzera 1986-1987.
  Partecipa alla poule retrocessione.
      Retrocessa in Lega Nazionale B 1987-1988.
Note:

Due punti a vittoria, uno a pareggio, zero a sconfitta.

## Risultati

### Tabellone
|                 | AAR | BAS | BEL | GRA | LAC | LOC | LOS | LUC | NEU | SGA | SER | SIO | VEV | WET | YBO | ZUR |
| Aarau           |     |     |     |     |     |     |     |     |     |     |     |     |     |     |     |     |
| Basilea         |     |     |     |     |     |     |     |     |     |     |     |     |     |     |     |     |
| Bellinzona      |     |     |     |     |     |     |     |     |     |     |     |     |     |     |     |     |
| Grasshoppers    |     |     |     |     |     |     |     |     |     |     |     |     |     |     |     |     |
| La Chaux-de-F.  |     |     |     |     |     |     |     |     |     |     |     |     |     |     |     |     |
| Locarno         |     |     |     |     |     |     |     |     |     |     |     |     |     |     |     |     |
| Losanna         |     |     |     |     |     |     |     |     |     |     |     |     |     |     |     |     |
| Lucerna         |     |     |     |     |     |     |     |     |     |     |     |     |     |     |     |     |
| Neuchâtel Xamax |     |     |     |     |     |     |     |     |     |     |     |     |     |     |     |     |
| San Gallo       |     |     |     |     |     |     |     |     |     |     |     |     |     |     |     |     |
| Servette        |     |     |     |     |     |     |     |     |     |     |     |     |     |     |     |     |
| Sion            |     |     |     |     |     |     |     |     |     |     |     |     |     |     |     |     |
| Vevey           |     |     |     |     |     |     |     |     |     |     |     |     |     |     |     |     |
| Wettingen       |     |     |     |     |     |     |     |     |     |     |     |     |     |     |     |     |
| Young Boys      |     |     |     |     |     |     |     |     |     |     |     |     |     |     |     |     |
| Zurigo          |     |     |     |     |     |     |     |     |     |     |     |     |     |     |     |     |

### Calendario
| andata (1ª) | andata (1ª) | 1ª giornata                 | ritorno (30ª) | ritorno (30ª) |
|             |             |                             |               |               |
| 9 ago.      | 0-5         | Aarau-Neuchâtel             | 1-2           | 12 giu.       |
| 9 ago.      | 2-1         | Servette-Lucerna            | 1-2           | 12 giu.       |
| 9 ago.      | 2-0         | Young Boys-Locarno          | 1-4           | 12 giu.       |
| 9 ago.      | 2-0         | Bellinzona-San Gallo        | 1-1           | 12 giu.       |
| 9 ago.      | 0-4         | La Chaux-de-Fonds-Wettingen | 0-2           | 12 giu.       |
| 9 ago.      | 0-4         | Sion-Basilea                | 5-2           | 12 giu.       |
| 9 ago.      | 1-4         | Vevey-Losanna               | 4-1           | 12 giu.       |
| 9 ago.      | 0-1         | Zurigo-Grasshopper          | 1-5           | 12 giu.       |

| andata (2ª) | andata (2ª) | 2ª giornata               | ritorno (29ª) | ritorno (29ª) |
|             |             |                           |               |               |
| 16 ago.     | 2-2         | San Gallo-Grasshopper     | 2-1           | 3 giu.        |
| 16 ago.     | 1-0         | Lucerna-Aarau             | 1-1           | 3 giu.        |
| 16 ago.     | 2-0         | Neuchâtel-Losanna         | 1-1           | 3 giu.        |
| 16 ago.     | 5-2         | Sion-Bellinzona           | 0-3           | 3 giu.        |
| 16 ago.     | 2-2         | Vevey-Basilea             | 2-2           | 3 giu.        |
| 16 ago.     | 0-0         | Wettingen-Young Boys      | 0-3           | 3 giu.        |
| 16 ago.     | 4-0         | Zurigo-Servette           | 1-1           | 3 giu.        |
| 16 ago.     | 5-0         | Locarno-La Chaux-de-Fonds | 1-0           | 3 giu.        |

| andata (1ª) | andata (1ª) | 1ª giornata                 | ritorno (30ª) | ritorno (30ª) |
|             |             |                             |               |               |
| 9 ago.      | 0-5         | Aarau-Neuchâtel             | 1-2           | 12 giu.       |
| 9 ago.      | 2-1         | Servette-Lucerna            | 1-2           | 12 giu.       |
| 9 ago.      | 2-0         | Young Boys-Locarno          | 1-4           | 12 giu.       |
| 9 ago.      | 2-0         | Bellinzona-San Gallo        | 1-1           | 12 giu.       |
| 9 ago.      | 0-4         | La Chaux-de-Fonds-Wettingen | 0-2           | 12 giu.       |
| 9 ago.      | 0-4         | Sion-Basilea                | 5-2           | 12 giu.       |
| 9 ago.      | 1-4         | Vevey-Losanna               | 4-1           | 12 giu.       |
| 9 ago.      | 0-1         | Zurigo-Grasshopper          | 1-5           | 12 giu.       |

| andata (2ª) | andata (2ª) | 2ª giornata               | ritorno (29ª) | ritorno (29ª) |
|             |             |                           |               |               |
| 16 ago.     | 2-2         | San Gallo-Grasshopper     | 2-1           | 3 giu.        |
| 16 ago.     | 1-0         | Lucerna-Aarau             | 1-1           | 3 giu.        |
| 16 ago.     | 2-0         | Neuchâtel-Losanna         | 1-1           | 3 giu.        |
| 16 ago.     | 5-2         | Sion-Bellinzona           | 0-3           | 3 giu.        |
| 16 ago.     | 2-2         | Vevey-Basilea             | 2-2           | 3 giu.        |
| 16 ago.     | 0-0         | Wettingen-Young Boys      | 0-3           | 3 giu.        |
| 16 ago.     | 4-0         | Zurigo-Servette           | 1-1           | 3 giu.        |
| 16 ago.     | 5-0         | Locarno-La Chaux-de-Fonds | 1-0           | 3 giu.        |

## Spareggi

### Poule retrocessione

#### Primo turno
Il primo turno si è svolto a partire dal 20 giugno 1987 al 23 giugno 1987
| Basilea   | 2-2            | Bulle     | Basilea, 20 giugno 1987   |  |  |  |  |
| Bulle     | 2-2 (3-5 (dtr) | Basilea   | Bulle, 23 giugno 1987     |  |  |  |  |
|           |                |           |                           |  |  |  |  |
| Grenchen  | 0-0            | Wettingen | Grenchen, 20 giugno 1987  |  |  |  |  |
| Wettingen | 4-0            | Grenchen  | Wettingen, 23 giugno 1987 |  |  |  |  |
|           |                |           |                           |  |  |  |  |
| Aarau     | 3-1            | Malley    | Aarau, 20 giugno 1987     |  |  |  |  |
| Malley    | 0-6            | Aarau     | Losanna, 23 giugno 1987   |  |  |  |  |
|           |                |           |                           |  |  |  |  |
| Vevey     | 1-1            | Lugano    | Vevey, 20 giugno 1987     |  |  |  |  |
| Lugano    | 1-0            | Vevey     | Lugano, 23 giugno 1987    |  |  |  |  |
|           |                |           |                           |  |  |  |  |

#### Secondo turno
Il primo turno si è svolto a partire dal 27 giugno 1987 al 30 giugno 1987
|           | Risultati |           | Luogo e data              |
| --------- | --------- | --------- | ------------------------- |
| Wettingen | 2-1       | Basilea   | Wettingen, 27 giugno 1987 |
| Basilea   | 7-0       | Wettingen | Basilea, 30 giugno 1987   |
|           |           |           |                           |
| Lugano    | 1-0       | Aarau     | Lugano, 27 giugno 1987    |
| Aarau     | 0-5       | Lugano    | Aarau, 30 giugno 1987     |
|           |           |           |                           |

## Statistiche

### Individuali

#### Classifica marcatori
Capocannoniere del torneo fu John Eriksen (Servette), con 28 reti.
| Gol | Rigori |  | Giocatore              | Squadra     |
| --- | ------ |  | ---------------------- | ----------- |
| 28  | 6      |  | John Eriksen           | Servette    |
| 22  | 3      |  | Steen Thychosen        | Losanna     |
| 20  | 3      |  | Paulo César            | Bellinzona  |
| 16  | 1      |  | Christian Matthey      | Grasshopper |
| 15  | 0      |  | Dominique Cina         | Sion        |
| 15  | 0      |  | Pierre-André Schürmann | Losanna     |
| 14  | 4      |  | Georges Bregy          | Sion        |
| 14  | 0      |  | Walter Pellegrini      | Zurigo      |
| 14  | 0      |  | Beat Sutter            | Neuchâtel   |

### Media spettatori
Di seguito la media ed il totale spettatori della stagione regolare
| Club              | Pos. | Media  | Totale  | Abbonamenti |
| ----------------- | ---- | ------ | ------- | ----------- |
| Neuchâtel         | 1    | 10 840 | 162 600 |             |
| Lucerna           | 2    | 7 793  | 116 900 |             |
| Bellinzona        | 3    | 7 433  | 111 500 |             |
| Sion              | 4    | 6 720  | 100 800 |             |
| San Gallo         | 5    | 6 713  | 100 700 |             |
| Young Boys        | 6    | 6 440  | 96 600  |             |
| Aarau             | 7    | 4 973  | 74 600  |             |
| Servette          | 8    | 4 913  | 73 700  |             |
| Zurigo            | 9    | 4 707  | 70 600  |             |
| Grasshopper       | 10   | 4 677  | 70 150  |             |
| Locarno           | 11   | 4 620  | 69 300  |             |
| Losanna           | 12   | 4 447  | 66 700  |             |
| Basilea           | 13   | 4 427  | 66 400  |             |
| Wettingen         | 14   | 2 747  | 41 200  |             |
| Vevey             | 15   | 2 340  | 35 100  |             |
| La Chaux-de-Fonds | 16   | 893    | 13 400  |             |